# Шатобернар
Шатобернар (фр. Châteaubernard) насеље је и општина у западној Француској у региону Поату-Шарант, у департману Шарант која припада префектури Коњак.
По подацима из 2011. године у општини је живело 3727 становника, а густина насељености је износила 280,02 становника/km². Општина се простире на површини од 13,31 km². Налази се на средњој надморској висини од 40 метара (максималној 53 m, а минималној 7 m).
[Датотека:Panneau ville fleurie 2 fleurs.jpg|мини|Награда „Цветни град”.
Ознака „Градови и села у цвету", раније названа конкурсом, основана је 1959. године у Француској ради промовисања цветања, животног окружења и зелених површина.]]

## Демографија
| 1962. | 1968. | 1975. | 1982. | 1990. | 1999. | 2011. |
| ----- | ----- | ----- | ----- | ----- | ----- | ----- |
| 3.459 | 3.486 | 3.852 | 3.957 | 3.769 | 3.532 | 3.727 |

График промене броја становника у току последњих година

## Партнерски градови
- Дурбах